# کورپرایش
کورپرایش (به آلمانی: Körperich) یک شهر در آلمان است که در بیتبورگ-پروم واقع شده‌است.